# Sinorogomphus tunti
Sinorogomphus tunti là loài chuồn chuồn trong họ Chlorogomphidae. Loài này được Needham mô tả khoa học đầu tiên năm 1930.